# قاعده ضرب
در حساب دیفرانسیل، از قاعدهٔ  ضرب(به انگلیسی: Product rule) برای محاسبهٔ  مشتق دو عبارتی که درهم‌ضرب شده استفاده می‌شود. این قاعده 
به‌صورت زیر است:
{\displaystyle (f\cdot g)'=f'\cdot g+f\cdot g'\,\!}
و در روش نمادگذاری لایبنیدز داریم:
{\displaystyle {\dfrac {d}{dx}}(u\cdot v)=u\cdot {\dfrac {dv}{dx}}+v\cdot {\dfrac {du}{dx}}}.
و هم‌چنین برای محاسبهٔ مشتق ضرب سه عبارت به‌صورت زیر تعریف می‌شود:
{\displaystyle {\dfrac {d}{dx}}(u\cdot v\cdot w)={\dfrac {du}{dx}}\cdot v\cdot w+u\cdot {\dfrac {dv}{dx}}\cdot w+u\cdot v\cdot {\dfrac {dw}{dx}}}.